# معركة عمران (2014)
معركة عمران 2014 هي اشتباكات ومعارك دارت بين مسلحيين من جماعة الحوثيين ومناصرين لهم للسيطرة على مدينة عمران، وبين اللواء 310 مدرع في عمران مدعومين بمسلحين مرتبطين بحزب التجمع اليمني للإصلاح. وفي 8 يوليو سيطر الحوثيين على المدينة ومقر اللواء 310 مدرع، بعد انهيار اتفاق لوقف لإطلاق النار تم التوصل إليه في 23 يونيو، حيث ألقى كل طرف باللوم على الآخر في المسؤولية عن فشله. وبلغ عدد الضحايا على الأقل 250 شخصا بين قتيل وجريح في القتال للسيطرة على عمران في الثلاثاء، 
وقتل خلال المعارك يوم 8 يوليو العميد الركن حميد القشيبي قائد اللواء 310 مدرع بعد اقتحام المسلحين الحوثيين له. وفي اليوم التالي شن الطيران الحربي غارات على مقر اللواء 310 وعدة مقار حكومية سيطر عليها الحوثيين. وقال مصدر أمني من اللواء 310 مدرع [من؟] في تصريح لوكالة الأنباء الألمانية ان هناك توجيهات لدخول الحوثيين لموقع اللواء بعمران من قبل قيادات عليا بوزارة الدفاع اليمنية"، مؤكداً وجود أطراف ساعدت الحوثيين في السيطرة على اللواء وقتل قائده العميد حميد القشيبي.
وأصدرت اللجنة الأمنية العليا، وهي المرجعية الأمنية الأعلى في اليمن، الأربعاء 9 يوليو بيانا أكدت فيه أن «جماعة الحوثي قامت بمهاجمة والاستيلاء على المصالح والمرافق الحكومية والوحدات العسكرية والأمنية بالمحافظة ومنها إدارة أمن المحافظة وإدارة شرطة السير وفرع قوات الأمن الخاصة وغيرها من المصالح والمؤسسات والمرافق التابعة للدولة». واعتبرت اللجنة أن الحوثيين نقضوا اتفاق وقف النار الذي تم التوصل إليه في 22 يونيو وقاموا «باقتحام معسكر اللواء 310 مدرع ونهب الأسلحة والمعدات والآليات الموجودة في المعسكر وقتل أعداد من الجنود والأفراد والضباط».

## خلفية
في 2 فبراير 2014، تمكن الحوثيون من ملاحقة حسين بن عبد الله الأحمر الذي كان قد وجه دعوات للـ«جهاد» ضدهم من أكتوبر 2013، وفجروا منازل أسرة الأحمر بالمحافظة وانسحب حسين إلى صنعاء. بعد انسحاب حسين الأحمر، بدأت فصائل أخرى وبالذات الجنرال علي محسن الأحمر تستعد للانتقام. توقفت المعارك في المحافظة طيلة فبراير وشهد شهر مارس اشتباكات متقطعة تزايدت حدتها في أبريل ومايو ويونيو. وأرسلت وزارة الدفاع عدة لجان وساطة لإيقاف القتال.
في 5 يوليو قصفت القوات الجوية اليمنية مواقع للمقاتلين الحوثيين في بلدة الصفراء في محافظة الجوف، شمال العاصمة صنعاء، التي كان قد سيطر عليها الحوثيين منذ اندلاع ثورة الشباب اليمنية عام 2011  ، والقت الحكومة اللوم على الحوثيين وقالت ان القصف بسبب تقاعس المقاتلين الحوثيين عن ترك مواقعهم في المنطقة امتثالاً لشروط الهدنة التي أبرمت في 23 يونيو 2014، لكن الحوثيين، ألقوا باللوم على وحدات عسكرية مرتبطة بحزب الإصلاح السني في خرق الهدنة يوم الجمعة 4 يوليو.
وقالت مصادر قبلية في محافظة الجوف التي يسيطر المقاتلون الحوثيون على جزء منها إن ما لا يقل عن 18 شخصاً، هم عشرة حوثيين وخمسة من أفراد القبائل وثلاثة جنود، قتلوا في اشتباكات وقعت الجمعة 4 يوليو.

## الأحداث
في مطلع يوليو 2014 شن المسلحين الحوثيين هجوماً واسعاً على مدينة عمران التي يحاصرونها منذ شهرين وعلى مقر اللواء 310 مدرع  وتركزت المعارك في محيط مدينة عمران، وامتدت إلى أحياء سكنية، خاض خلالها الطرفان حرب شوارع، بعد تسلل الحوثيين إليها وقاموا بتفجير عدد من منازل تتبع شخصيات حزب إصلاحية مساندة للجيش. وقصف الطيران الحربي مواقع الحوثيين، في مناطق بيت الضلعي وبيت عامر ومحيط مدينة عمران.
وأرسلت الحكومة تعزيزات عسكرية إلى محافظة عمران من صنعاء، تضم عشرات الدبابات والمدرعات، وخاضت معارك عنيفة في منطقة بني ميمون المقابلة لجبل ضين الاستراتيجي، بهدف فتح الطريق الذي يربط صنعاء بعمران، وأكد سكان محليون [من؟] في قرية بيت غفر في مديرية همدان، تراجع مسلحي الحوثي من المنطقة باتجاه جبل الريان بعد قصف عنيف من جبل ضين على مواقعهم في بني ميمون وعمد وعسكير، التي يستخدمونها دروعا بشرية، وتمكن الجيش من تدمير مدافع وآليات كان يستخدمها الحوثيون في قصف الجبل.[بحاجة لمصدر]
وأعلنت لجنة معينة من الرئيس عبد ربه منصور هادي، اتفاق هدنة في 23 يونيو، بعد جهود وساطة قادها المبعوث الأممي لليمن جمال بنعمر، لكن سرعان ما انهار الاتفاق، وحمل كل طرف الآخر المسؤولية.

### 4-5 يوليو
نشبت مواجهات عنيفة في مدينة عمران منذ الساعات الأولى من فجر السبت 5 يوليو 2014 بين المقاتلين الحوثيين وحلفائهم من القبائل من جهة وقوات اللواء 310 مدرع بقيادة العميد حميد القشيبي ومسلحي التجمع اليمني للإصلاح من جهة أخرى.
ذكرت مصادر عسكرية وقبلية يمنية لدويتشه فيله أن عدد قتلى الاشتباكات التي اندلعت ليل الجمعة ويوم السبت بلغ أكثر من تسعين قتيلا من جميع الأطراف المتحاربة، بما في ذلك في الغارات التي شنها الطيران اليمني ضد مواقع الحوثيين صباح السبت.

### 6 يوليو
في مواجهات 6 يوليو سقط عشرات القتلى والجرحى في مواجهات هي الأعنف بمحافظة عمران شمال العاصمة صنعاء بين مسلحي الحوثيين وأفراد اللواء 310 مدرع المدعوم من قبليين مرتبطين بحزب التجمع اليمني للإصلاح، واستخدم الطرفان مختلف الأسلحة الخفيفة والثقيلة بينها المدفعيات والدبابات، وقالت مصادر طبية اليوم الأحد 6 يوليو إن القوات الجوية اليمنية قصفت مواقع للحوثيين في عمران شمال غربي صنعاء في معارك قتل خلالها 34 جنديا و70 من الحوثيين.

### 8 يوليو
في 8 يوليو سيطر الحوثيين على عمران واستولوا على مقر اللواء 310 مدرع، بعد انهيار اتفاق لوقف لإطلاق النار تم التوصل إليه في 23 يونيو، حيث ألقى كل طرف باللوم على الآخر في المسؤولية عن فشله. وقال مسؤولون ومسعفون إن 250 شخصا على الأقل سقطوا بين قتيل وجريح في القتال للسيطرة على عمران يوم الثلاثاء 8 يوليو.
قتل خلال المعارك يوم 8 يوليو العميد الركن حميد القشيبي قائد اللواء 310 مدرع بعد اقتحام المسلحين الحوثيين له.

### 9 يوليو
في 9 يوليو شن الطيران الحربي غارات على مقر اللواء 310 وعدة مقار حكومية سيطر عليها الحوثيين. وقال مصدر أمني من اللواء 310 مدرع [من؟] في تصريح لوكالة الأنباء الألمانية ان هناك توجيهات لدخول الحوثيين لموقع اللواء بعمران من قبل قيادات عليا بوزارة الدفاع اليمنية"، مؤكداً وجود أطراف ساعدت الحوثيين في السيطرة على اللواء وقتل قائده العميد حميد القشيبي.